# Mitchella
- Commons
- Wikispecies

Mitchella L. é um género botânico pertencente à família Rubiaceae.

## Sinonímia
| - Chamaedaphne Mitch. - Disperma J. F. Gmel. | - Geoherpum Willd. ex Schult. - Perdicesca Prov. |

## Espécies
Apresenta 4 espécies:
- Mitchella ovata DC[desambiguação necessária]
- Mitchella pilosa Benth.
- Mitchella repens L.
- Mitchella undulata Siebold & Zucc.
- Lista das espécies

## Classificação do gênero
| Sistema | Classificação                      | Referência               |
| ------- | ---------------------------------- | ------------------------ |
| Linné   | Classe Tetrandria, ordem Monogynia | Species plantarum (1753) |